# Мерзлотная
Мерзлотная — посёлок при станции в Нижнеилимском районе Иркутской области России. Входит в состав Семигорского муниципального образования. Находится примерно в 42 км к северо-востоку от районного центра.

## Население
| 2002 | 2010 | 2011 | 2012 |
| ---- | ---- | ---- | ---- |
| 96   | ↘31  | →31  | ↘30  |

По данным Всероссийской переписи, в 2010 году в посёлке при станции проживал 31 человек (18 мужчин и 13 женщин).